# Linearizzazione di Gran
Linearizzazione di Gran è un metodo per determinare la concentrazione incognita nelle misure potenziometriche.
Non è nient'altro che il metodo delle aggiunte applicato ad una relazione non lineare: l'equazione di Nernst. Necessita pochi dati per estrapolare il punto di equivalenza. È molto utile per soluzioni diluite dove il salto all'equivalenza diventa troppo piccolo per essere apprezzato o quando il flesso è poco definito.